# Едуард Джеймс
Едуард Уилям Франк Джеймс (на английски: Edward William Frank James) е английски меценат, поет и скулптор.

## Биография
Роден е на 16 август 1907 година в Уест Дийн, Съсекс, в семейството на богатия американски търговец Уилям Джеймс и светската знаменитост Ивлин Форбс, близка с крал Едуард VII. Едуард Джеймс наследява в ранна възраст значително състояние и, след като завършва Оксфордския университет, става един от ранните поддръжници на движението на сюрреализма, покрепяйки финансово негови видни представители, като Рене Магрит и Салвадор Дали.
Едуард Джеймс умира на 2 декември 1984 година в Санремо.

## За него
- Margaret Hooks, Surreal Eden: Edward James and Las Pozas. Princeton Architectural Press, New York, 2006, ISBN 1-56898-612-2
- Nocola Coleby (ed.), A Surreal Life: Edward James, Exhibition Catalogue, Royal Pavilion. Brighton, 1998, ISBN 0-85667-493-1